# Харитоны (Брестская область)
Харито́ны (бел. Харытоны) — деревня в Брестском районе Брестской области Белоруссии. Входит в состав Чернинского сельсовета.

## География
Деревня расположена в 11,5 км по автодорогам к востоку от центра сельсовета и в 17 км по автодорогам к северо-востоку от центра Бреста, ближайшие населённые пункты — деревни Смолин и Кошелево.

## История
Впервые упоминается в XVI веке как село в Берестейском повете Берестейского воеводства ВКЛ. В 1582 году принадлежала господину Харитоновскому, который построил новую деревянную церковь взамен старой. После третьего раздела Речи Посполитой (1795) в составе Российской империи, с 1801 года — в Гродненской губернии.
В XIX веке — деревня Збироговской волости Кобринского уезда. В 1890 году — центр сельского общества, куда также входили деревни Гутовичи и Волоски (всего 92 десятины земли). Работала школа грамоты.
После Рижского мирного договора 1921 года — в составе гмины Збироги Кобринского повята Полесского воеводства Польши, 13 дворов. С 1939 года — в составе БССР. В 1940 году — 21 двор.